# منتخب بروناي لكرة القدم للسيدات
منتخب بروناي لكرة القدم للسيدات (بالإنجليزية: Women's football in Brunei)‏ هو ممثل بروناي الرسمي في المنافسات الدولية في كرة القدم للسيدات
.